# 볼니시

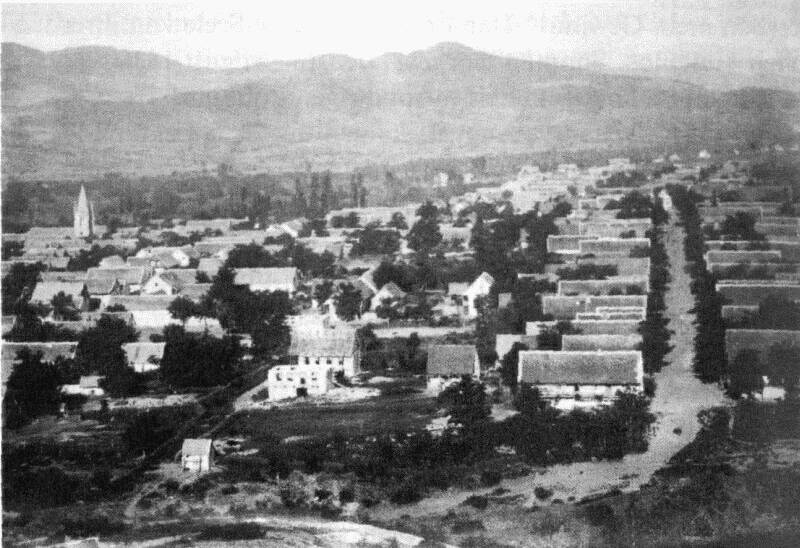
볼니시 (1941년)

볼니시(조지아어: ბოლნისი)는 조지아 크베모카르틀리 주에 위치한 도시로 인구는 13,800명이다.
1818년 슈바벤 출신의 독일인 95명이 "카타리넨펠트"(Katharinenfeld)라는 이름의 마을을 세웠다. 1921년에는 독일의 공산주의자인 로자 룩셈부르크를 기념하기 위해 도시 이름을 "룩셈부르크"(Luxemburg)로 바꿨다. 1941년 이 곳에 거주하던 독일인들이 시베리아, 카자흐스탄으로 추방당했고 1944년에 지금과 같은 이름으로 바뀌게 되었다.

시 문장